# Michael Crockart

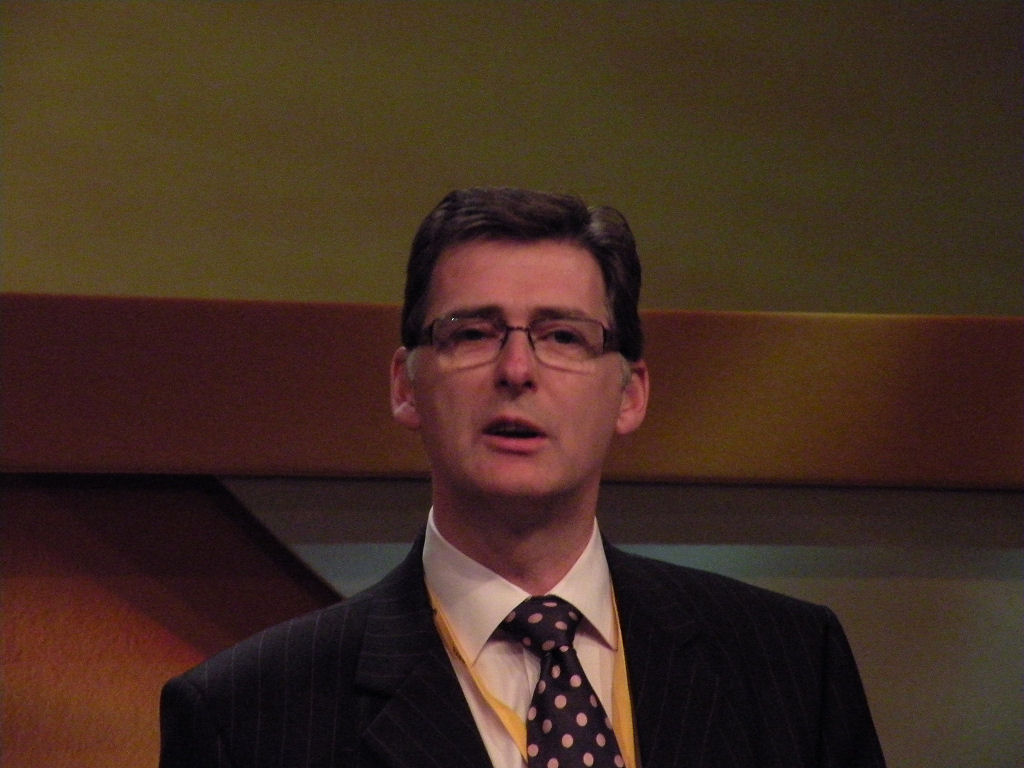
Michael Crockart

Michael Crockart (* 19. März 1966 in Perth) ist ein schottischer Politiker.

## Leben
Crockart wurde 1966 in Perth geboren. Er wuchs dort auf und zog 1984 nach Edinburgh, um ein Politikstudium an der Universität Edinburgh aufzunehmen. Er arbeitete später im Finanzsektor, als Polizist und als Systementwickler.

## Politischer Werdegang
Seit 1985 ist Crockart für die Liberal Democrats aktiv und kandidierte bei verschiedenen Wahlen für den Edinburgher Stadtrat. Erstmals trat Crockart bei den Unterhauswahlen 2005 zu Wahlen auf nationaler Ebene an. Er bewarb sich für die Liberaldemokraten um das Mandat des Wahlkreises Edinburgh North and Leith, musste sich am Wahltag jedoch dem Labour-Kandidaten Mark Lazarowicz geschlagen geben, welcher den Wahlkreis seit 2001 im britischen Unterhaus vertrat. Zu den schottischen Parlamentswahlen 2007 trat Crockart im Wahlkreis Edinburgh Northern and Leith an, unterlag aber dem Labour-Politiker Malcolm Chisholm. Nachdem sein Parteikollege John Barrett zu den Unterhauswahlen 2010 nicht mehr antrat, bewarb sich Crockart als Nachfolger um das Mandat des Wahlkreises Edinburgh West. Trotz Stimmverlusten gewann Crockart das Mandat und zog erstmals in das britische Unterhaus ein. 2010 bekleidete er den Posten des Parlamentssekretärs des Schottland-Ministers Michael Moore. Zwischen 2012 und 2013 fungierte er außerdem als Parteisprecher für Energie und Klimawandel. Bei den Unterhauswahlen 2015 konnte sich Crockart nicht gegen die SNP-Kandidatin Michelle Thomson durchsetzen und er schied in der Folge aus dem britischen Unterhaus aus.